# Concilio di Toledo IV
Il quarto concilio di Toledo (in latino Concilium Toletanum, quarto nella numerazione del Migne) è un sinodo locale che si è tenuto a Toledo (Spagna, all'epoca regno visigoto) il 5 dicembre 633, con la partecipazione di sessantasei vescovi presieduti da Isidoro di Siviglia.
I settantadue canoni del concilio riguardano vari temi, per esempio uniforma il rito della Messa e il salterio; consiglia l'indizione annuali di concili statali o provinciali, seguendo determinate procedure; impone la singola (non triplice) immersione nel battesimo; consiglia la recita del Padre nostro; ammette l'uso di inni non biblici; scomunica gli alogi; subordina i diaconi ai presbiteri; vieta le armi ai chierici; vieta la conversione forzata degli ebrei; vieta la liberazione dei servi della chiesa; scomunica chi attenta al re.
Il Concilio di Toledo del 633 (can. 25) deplora l'ignoranza di parecchi preti; essa è la madre di tutti gli errori, onde i preti (intendendo i vescovi), che devono ben istruire il popolo, sono tenuti a studiare e meditare incessantemente la Sacra Scrittura e i canones. Inoltre, perché il singolo prete non si sentisse abbandonato a se stesso nella sua parrocchia il vescovo è obbligato a consegnare un sacramentario (libellus otficialis). 